# Совет по географическим названиям Канады
Совет по географическим названиям Канады (англ. Geographical Names Board of Canada, GNBC) — подразделение министерства природных ресурсов Канады, созданное в 1897 году, в компетенцию которого входит использование названий на официальных картах федерального правительства Канады. Совет состоит из 27 членов — по одному от каждой провинции и территории, а также представителей других министерств правительства Канады. Совет также занимается присвоением названий объектов в Антарктике в рамках Договора об Антарктике.

## Структура
Деятельность Совета финансируется Министерством природных ресурсов Канады. Помимо членов Совета от провинций и территорий в его состав входят представители следующих федеральных правительственных ведомств: министерства по делам индейцев и Крайнего Севера, Канадской почтовой корпорации, рыболовства и океанов, избирательной комиссии Канады, Библиотеки и архива Канады, министерства обороны, министерства природных ресурсов (включая Геологическую службу Канады и Канадский центр картографии и наблюдения Земли), Парки Канады, Статистическую службу Канады и Бюро переводов. Председателем Совета по географическим названиям Канады является Конни Уэтт Андерсон из города Пас, Манитоба.